# Swissôtel Krasnye Holmy
Свіссотель Червоні Пагорби — 34-поверховий готель у центрі Москви, розташована на острові між Москвою-рікою і Водовідвідним каналом. Належить швейцарській групі «Swissôtel Hotels & Resorts». Відкриття готелю відбулося в липні 2005 року.

## Розташування
Є частиною ділового комплексу «Червоні Пагорби», що представляє собою цілісний архітектурний ансамбль, в який входять Московський міжнародний Будинок музики, бізнес-центр «Ріверсайд Тауерс» і «Swissôtel Конференц-центр». Розташований на Садовому кільці, у південно-східній частині Кремлівського острова, на стрілці Москви-ріки і водовідвідних канав.